# 伯克鳄属
伯克鳄属（学名：Burkesuchus）是中真鳄类的一属。

## 下属物种
本属包括以下物种：
- Burkesuchus mallingrandensis Novas et al., 2021[2]